# Ligue des champions féminine de volley-ball 2019-2020
Navigation
Ligue des champions 2018-2019 Ligue des champions 2020-2021
La Ligue des champions féminine de volley-ball est la plus importante compétition de clubs de la saison 2019-2020 en volley-ball. Après trois tours préliminaires, elle oppose les vingt meilleures équipes européennes, distribuées dans cinq groupes, les premiers de poules joueront les quarts puis les demi-finales afin de désigner les 2 équipes qui disputeront la finale qui se jouera sur terrain neutre.
En raison de la pandémie de Covid-19 en Europe courant mars 2020, la compétition, suspendue dans un premier temps, fut définitivement arrêtée par la CEV. Par conséquent, aucun titre n'est attribué et le club italien de l'Igor Gorgonzola Novara, vainqueur l'an passé, conserve son trophée.

## Format
Depuis la saison 2018-2019, les 18 clubs les mieux classés au Champions League Ranking (classement obtenu suivant les performances des clubs sur les trois dernières saisons) sont directement qualifiés pour le quatrième tour, viennent s'ajouter 2 clubs issus des qualifications (1er tour, 2e tour et 3e tour). Les clubs perdants de ces trois tours de qualification sont reversés dans la Coupe de la CEV.
Les 20 clubs participants au 4e tour, sont répartis en 5 poules de 4 équipes, les premiers et meilleurs deuxièmes disputent les quarts de finale en matchs aller et retour. Les vainqueurs joueront les demi-finales également en matchs aller et retour pour déterminer les finalistes qui s'affronteront dans une finale unique sur terrain neutre.

## Participants
18 équipes sont directement qualifiées pour la phase de poule grâce à leurs performances dans leurs championnats respectifs et le classement par coefficient de la CEV :
| - Vakıfbank Istanbul - Eczacıbaşı Istanbul - Fenerbahçe Istanbul - Imoco Volley Conegliano - Igor Gorgonzola Novara (Tenant du titre) - Pallavolo Scandicci (en) - Dinamo Moscou - VK Lokomotiv Kaliningrad - Ouralotchka Iekaterinbourg | - ŁKS Łódź - Budowlani Łódź - RC Cannes - Nantes VB - CS Volei Alba-Blaj - Allianz MTV Stuttgart - Nova KBM Branik Maribor - Maritza Plovdiv - LP Viesti Salo |

## Tours de qualification
- Qualifié pour le tour suivant

### Premier tour
- Aucun match : toutes les équipes sont directement qualifiées pour le tour suivant.

### Deuxième tour
- Six équipes jouent en match aller et retour pour la qualification au 3e tour, le perdant sera reversé en Coupe de la CEV.
- Tirage au sort effectué le 26 juin 2019. Le club tchèque du SK UP Olomouc est exempté du 2e tour.

| Équipe 1            | Score | Équipe 2            | Aller | Retour |
| ------------------- | ----- | ------------------- | ----- | ------ |
| Mladost Zagreb      | 3–3GS | Khimik Yuzhny       | 3–0   | 0–3    |
| KV Partizani Tirana | 6–3   | ŽOK Jedinstvo Brčko | 3–1   | 3–2    |
| ŽOK Luka Bar        | 0–6   | Vasas SC            | 0–3   | 0–3    |

GS Golden Set : Mladost Zagreb  08 – 15  Khimik Yuzhny

### Troisième tour
- Quatre équipes jouent en match aller et retour pour la qualification à la phase de poules, le perdant sera reversé en Coupe de la CEV.

| Équipe 1      | Score | Équipe 2            | Aller | Retour |
| ------------- | ----- | ------------------- | ----- | ------ |
| SK UP Olomouc | 3–3GS | Khimik Yuzhny       | 2–3   | 3–2    |
| Vasas SC      | 6–0   | KV Partizani Tirana | 3–0   | 3–0    |

GS Golden Set : SK UP Olomouc  13 – 15  Khimik Yuzhny

## Phase de poules
Le tirage au sort s'est déroulé le 25 octobre 2019 à Sofia (Bulgarie).
- Qualifié pour le tour suivant

## Playoffs

### Quarts de finale
Le tirage au sort s'est déroulé le 20 février 2020.

## Finale
La finale en match unique, devait se dérouler le 17 mai 2020, à la Max-Schmeling-Halle de Berlin (Allemagne).